# طلحة بن عبدالله خزاعی
طلحه بن عبدالله خزاعی، معروف به طلحة الطلحاة (طلحه بی مانند) حاکم سیستان در حوالی سده اول هجری/هفتم میلادی بود. طلحة الطلحاة از بزرگان و بخشندگان عرب در دوره اسلامی است. پدرش عبدالله بن خلف مکنی ملقب به ابوطلحة در دیوان بصره به شغل کاتبی روزگار می‌گذراند. او به بنی امیه تمایل داشت و دستگاه خلافت را تکریم می‌نمود. او خواستار حکومت بر سمرقند بود اما بدان دست نیافت. یزید بن معاویه، طلحة الطلحاة را به شهر بست (شهری درسیستان) فرستادو اوضاع آشفته آن را آرام کرد. شورش‌های مردم بست و دیگر نواحی سیستان در پی واقعه عاشورا همچنان ادامه داشت و تلاش حاکمان اموی و شخص یزید بن معاویه برای سامان دادن به اوضاع نتیجه ای به دنبال نداشت. بطوریکه در مدت کوتاه خلافت یزید پس از واقعه عاشورا، شش بار حاکمان اموی سیستان تغییر کردند. پس از طلحة، مردی از طایفه بنی یشکر به حکومت رسید.